# Panait Istrati
Panait Istrati (Brăila, 10 de agosto de 1884 - Bucarest, 18 de abril de 1935) fue un escritor rumano de origen griego del realismo que utilizó en su obra principalmente la lengua francesa. Fue muy popular en su momento y se le aplicó el sobrenombre de el Gorki de los Balcanes.

## Infancia y juventud
Hijo de una lavandera (Joiţa Istrate) y de un contrabandista griego al que nunca llegó a conocer, realizó estudios primarios. Lector voraz desde niño, tuvo que trabajar en oficios muy humildes, desde camarero en una taberna hasta buhonero.
Fervoroso comunista, sus primeros escritos datan aproximadamente de 1907, cuando comenzó a enviarlos a periódicos socialistas rumanos. El primero que se publicó fue el artículo titulado «Hotel Regina», que apareció en România Muncitoare, periódico donde también se editarán sus primeros cuentos: Mântuitorul (El redentor), Calul lui Bălan (El caballo de Bălan), Familia noastră (Nuestra familia), 1 Mai (Primero de Mayo). También colaboró con otros periódicos izquierdistas, como Dimineaţa, Adevărul o Viaţa Socială.
En 1910 participó en la organización de una huelga en Brăila. Después, marchó fuera de la ciudad y viajó por Bucarest, Estambul, El Cairo, Nápoles, París (1913-1914) y Suiza, donde se estableció con la esperanza de sanar allí de su tuberculosis. Este periodo de vagabundeo estuvo también marcado por sus dos sucesivos matrimonios, ambos infelices. Regresó durante un breve período a Rumanía, donde trató de establecerse como granjero, pero ese proyecto fracasó.
Durante su estancia en un sanatorio tuberculoso suizo, Istrati conoció al escritor sionista Josué Jéhouda, con quien mantuvo gran amistad y quien se convertiríá en su tutor de francés.
La situación económica de Istrati era muy precaria: esto, junto a su enfermedad y su depresión le empujaron a un intento de suicidio en 1921, cuando se dirigía a Niza. Su mujer logró socorrerlo a tiempo y su tentativa se frustró. Poco antes de esto, había escrito al escritor Romain Rolland, a quien admiraba mucho y con quien había tratado de establecer comunicación durante mucho tiempo. La carta de Istrati llegó a manos de Rolland gracias a la policía, e inmediatamente Rolland le respondió. En 1923 Istrati publicó su relato Kyra Kyralina con un prólogo del propio Rolland. Esta narración será la primera del ciclo Adrien Zograffi. Rolland estaba fascinado por la vida azarosa de Istrati y lo animaba a escribir más para publicar sus relatos en la revista que él y Henri Barbusse editaban, Clarté. La siguiente obra importante de Istrati fue su novela Codine.

## Istrati y el comunismo
Istrati compartía los ideales izquierdistas de Rolland y, como él, admiraba la Revolución bolchevique. En 1927, coincidiendo con el décimo aniversario de la Revolución de Octubre, visitó la Unión Soviética  quedando profundamente desilusionado. Durante la primera parte de su viaje estuvo acompañado por el embajador ruso en Francia Christian Rakovsky (quien, posteriormente, sufriría represalias por su oposición a Iósif Stalin). Istrati conoció buena parte de la zona europea de la Unión Soviética y asistió a las celebraciones revolucionarias de Moscú y Kiev. En Moscú coincidió con el que, con el tiempo, será uno de sus mejores amigos, el escritor griego Nikos Kazantzakis. Istrati expresó a Victor Serge su deseo de obtener la nacionalidad soviética. Serge y Kazantzakis escribieron a Stalin expresándole esta solicitud, pero la carta no recibió contestación.
Tras una accidentada estancia en Grecia (1928-29), en la que tuvo problemas con la policía y fue invitado a abandonar el país, regresó a la Unión Soviética y extendió sus visitas a lugares más remotos  como la Moldavia, Nizhni Nóvgorod, Bakú y Batumi. e Istrati quedó profundamente decepcionado con la dictadura de Stalin, de forma que fue uno de los primeros intelectuales en mostrar públicamente sus discrepancias y críticas en su obra Rusia al Desnudo.(Después llegarían las defecciones de Arthur Koestler, André Gide y George Orwell). Istrati denunció, por ejemplo, la persecución de los viejos bolcheviques y las purgas en masa. En diciembre de 1928 envió sus opiniones por escrito al OGPU.
A partir de entonces, sufrió una crisis de conciencia, pues empezó a ser tachado de trotskista e incluso de fascista por sus antiguos amigos comunistas, entre otros por Henri Barbusse, quien se mostró muy beligerante contra Istrati. Romain Rolland, quien había elogiado las cartas de Istrati al OGPU, mantuvo en esta controversia  una actitud discreta  y no se manifestó públicamente. Istrati, quien se había estado tratando su tuberculosis en Niza, volvió a Rumanía desmoralizado.

## Últimos años
Tras su rechazo al estalinismo, las ideas políticas de Istrati fueron ambiguas. El 8 de abril de 1933 publicó una artículo en la revista francesa Les Nouvelles Littéraires que se titulaba «L'homme qui n'adhère à rien» («El hombre que no se adhiere a nada»). Istrati estaba vigilado estrechamente por la policía secreta rumana (la Siguranţa Statului) y quizá por ello publicó en Cruciada Românismului (La Cruzada del Rumanismo), periódico vinculado al grupo fascista y ultranacionalista de la Guardia de Hierro. De hecho, Istrati tuvo relación con Mihai Stelescu, quien fue elegido diputado en el Parlamento por la Guardia de Hierro en 1933 y que posteriormente abandonó el grupo; su disidencia le acarreó la muerte a manos de una escuadra de asesinos de la Guardia de Hierro. El propio Istrati fue asaltado varias veces por grupos de la Guardia de Hierro.
Aislado y desprotegido, Panait Istrati murió en el Sanatorio Filareto de Bucarest. Su cuerpo fue enterrado en el cementerio de Bellu.

## Traducciones al español
La obra de Istrati fue popular en España en la década de 1930 y su influencia se deja sentir en autores como Camilo José Cela, quien apreciaba el estilo vivaz y los cuadros violentos descritos por el autor rumano.
- Las narraciones de Adrian Zograffi. Prólogo: Vicente Blasco Ibáñez. Traducción: J. Delaville Le Roulx. Barcelona: Lux, [s.a.]
- Isaac, el alambrero. Traducción: J. Elizalde. [Barcelona?]: Editorial Cooperativa Obrera, c. 1930.
- Infancia de Adrian Zograff. Codine. Traducción de Manuel Pumarega. Madrid: Argis, 1930.
- Mijail: mocedades de Adrian Zograffi. Traducción: Enrique Díez-Canedo. Madrid: Cenit, 1930.
- Rusia Unveiled, Universidad de California, 1931.
- Rusia al desnudo, Traducción de Francisco Altamira. Madrid: Cenit, 1930.
- El pescador de esponjas: páginas autobiográficas. Traducción: Ernesto de los Reyes. Madrid: Zeus, [1931]
- La casa Thüringer. Traducción de Luis A. de Vega, Madrid : Fénix, 1933.
- Los Aiducs. Las narraciones de Adrián Zograffi. Traducción de Joaquín Verdaguer. Barcelona : Lux, [s.a.]
- El capitán Mavromati y otros estudios. Valencia, 1949.
- Los cardos del Baragán. Presentación: Vintilă Horia. Traducido del francés por Joaquín Esteban Perruca. Madrid: Emesa, 1973.
- Mijail y otras obras. Traducción María Ginés. Barcelona: Planeta, 1974.
- Kyra Kyralina. Prólogo de Joseph Kessel. Traducción: Ramón Hervás. Barcelona: Luis de Caralt, 1977.
- Kyra Kyralina y El tío Anghel. Traducción: Marian Ochoa de Eribe. Valencia: Pre-Textos, 2008.
- El pescador de esponjas: páginas autobiográficas. Traducción: Ernesto de los Reyes. Madrid: Libros de la ballena, [2011]
- Codin. Traducción: Sol Kliczkowski. Madrid: Libros de la ballena, [2013]
- Kyra Kyralina. Prólogo de Alberto Ruy Sánchez. Zapopan, México: Ediciones Arlequín, 2015.
- Los haiduci. Bandidos del pueblo. Traducción de Sol Kliczkowski. Prólogo de Eduardo Berti. Madrid: Libros de la ballena, 2018.

## Filmografía
Istrati escribió un guion cinematográfico en la Unión Soviética en el que adaptó su propia obra Los bandidos. Esta película nunca se llegó a rodar.
En 1927 se rodó la película muda Kira Kiralina, dirigida por Boris Glagolin y basada en la novela homónima. Esta obra conoció una segunda versión cinematográfica en 1993, gracias a una producción rumano-húngara dirigida por Gyula Maár. 
En 1958 se rodó la película franco-rumana Ciulinii Bărăganului, dirigida por Louis Daquin y Gheorghe Vitanidis; en 1962 se rodó otra coproducción franco-rumana basada en su novela Codine, dirigida por Henri Colpi.